# Cisticola juncidis
El cistícola buitrón o simplemente buitrón (Cisticola juncidis) es una especie de ave paseriforme de la familia Cisticolidae propia del sur de Eurasia, África y Australasia. Es un pájaro típico de zonas húmedas con carrizales.

## Características
Es un ave pequeña, de unos 10 cm de largo, y que pesa 8 a 12 gramos. Tiene la zona dorsal pardo rojizo, con franjas más oscuras, las alas y la cola pardas, aunque esta última tiene las puntas de las plumas blancas, y su zona ventral es blanco amarillento.

## Comportamiento
La especie se alimenta de insectos adultos y sus larvas, que atrapa a nivel del suelo.
El macho es monógamo en serie, apareándose con una a once hembras en un año, aunque en ocasiones se aparea con más de una hembra al mismo tiempo. Los machos construyen un nido "de exposición" a nivel de suelo o cerca de este, que usará para impresionar a la hembra, la que atrae por medio de cantos. Las hembras construyen los nidos reales, utilizando fibras vegetales que son tejidas en una bolsa con forma de pera. Ahí ponen de dos a seis huevos, que son empollados de 11 a 15 días. Las crías se independizan y dejan el nido a los diez o veinte días de edad.

## Distribución
Tiene un territorio de más de 10.000.000 km², que cubre más de cien países Se reproduce en las zonas ecuatorial, tropical y subtropical de África, Asia y Australia, en la Europa mediterránea, Oriente Medio y el sur de la región eurosiberiana. Es principalmente sedentario.
Vive en zonas abiertas, tanto húmedas como secas, con vegetación herbácea densa, como juncales y  campos de cultivo. Evita los bosques y las zonas pedregosas. Está ausente de zonas con isoterma menor a 3,5 °C en invierno.
No se cree que la especie se encuentre amenazada, y hay indicios que su población puede estar aumentando.

## Curiosidades
El reducido tamaño de la especie parece tener poco que ver con el nombre que se le da en España, Buitrón, que parece más propio de un ave rapaz de mayor tamaño. El ave tiene muchos otros nombres vernáculos dentro de la península ibérica, los cuales tienden a ridiculizar su reducido tamaño. Muchos ironizan con su pequeñez, por ejemplo, en la zona de Doñana se lo llama Cienlibras ('cien libras', unos 46 kilogramos), en Valencia Esclafamuntanyes (algo así como Revientamontañas), en Huelva Bueyesito o Tumbabarcos. Hay nombres que exageran su condición, como en Badajoz, donde se lo llama Pájaro mosca.

## Galería

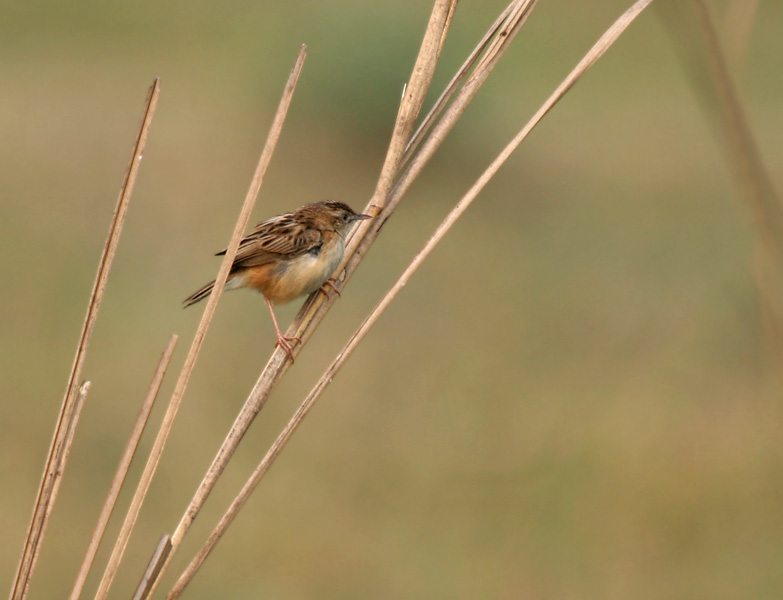
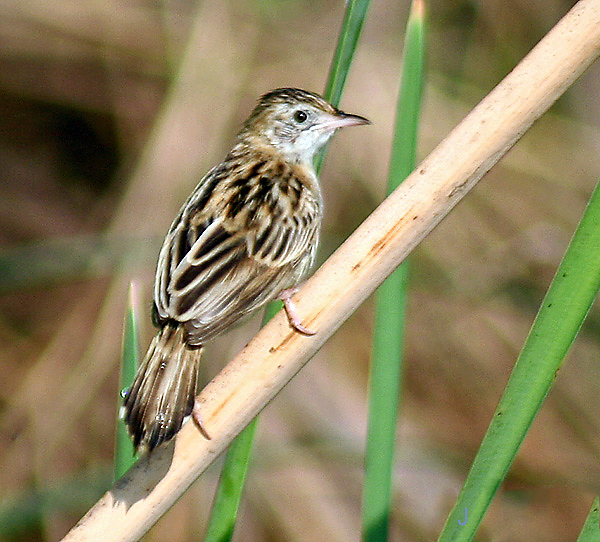
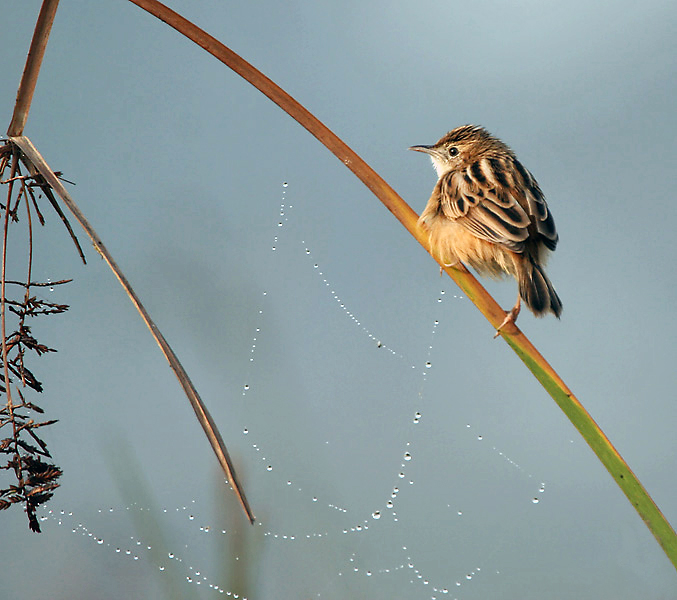
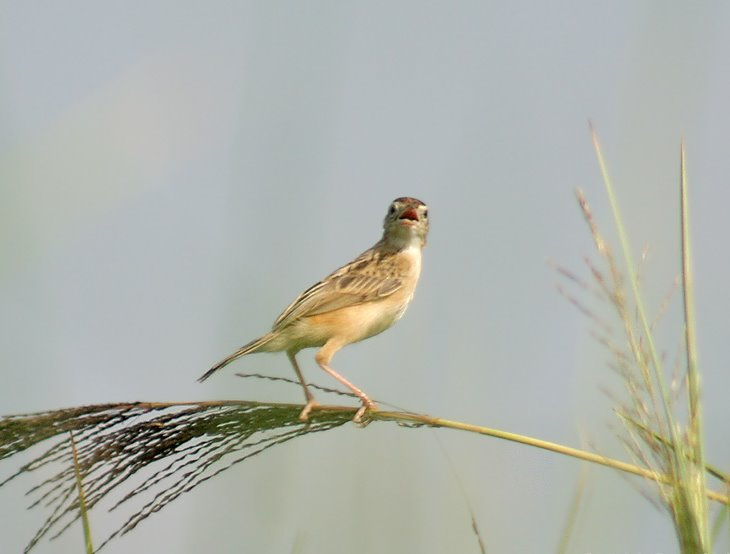
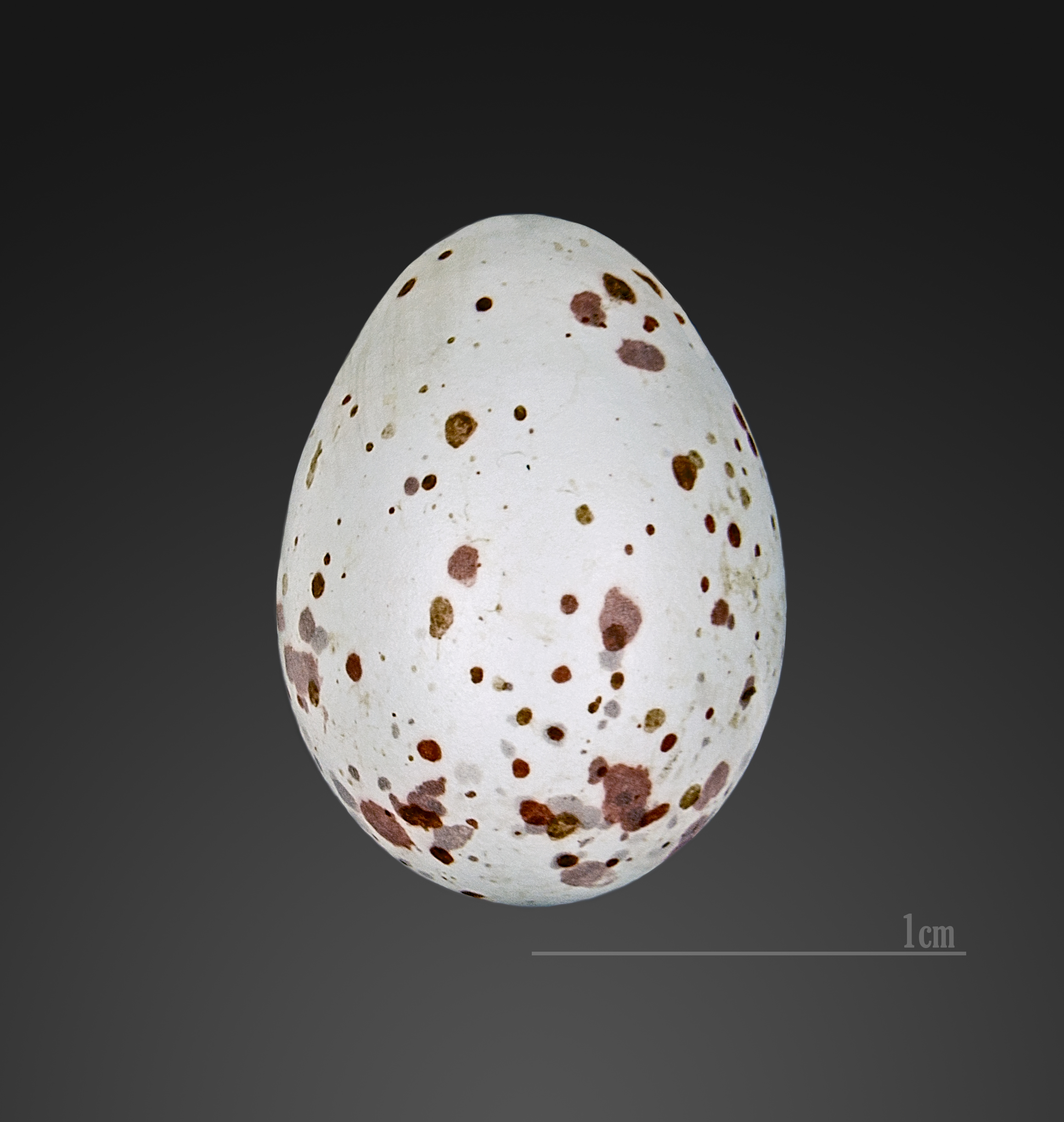
Huevo MHNT
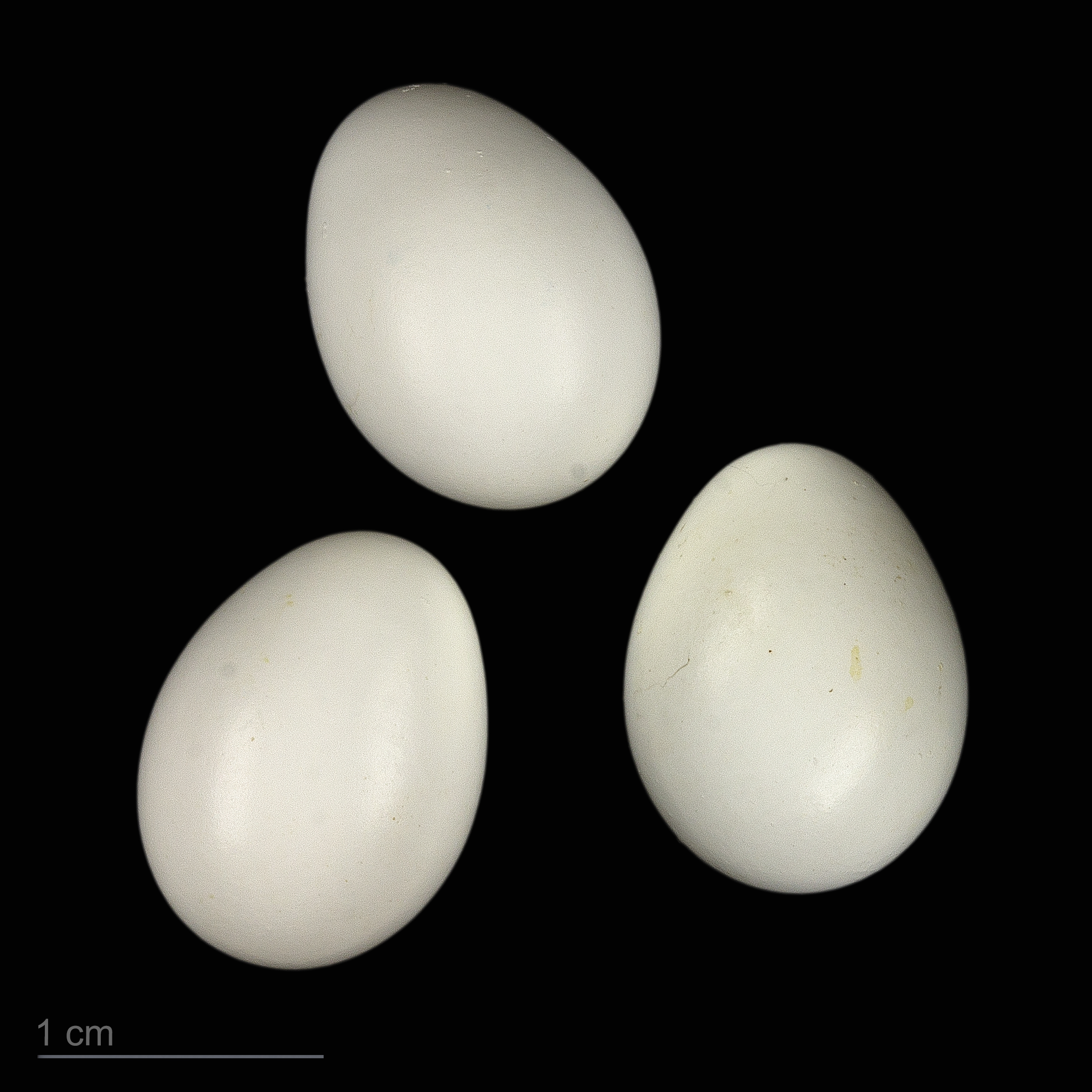
Cisticola juncidis cisticola - MHNT
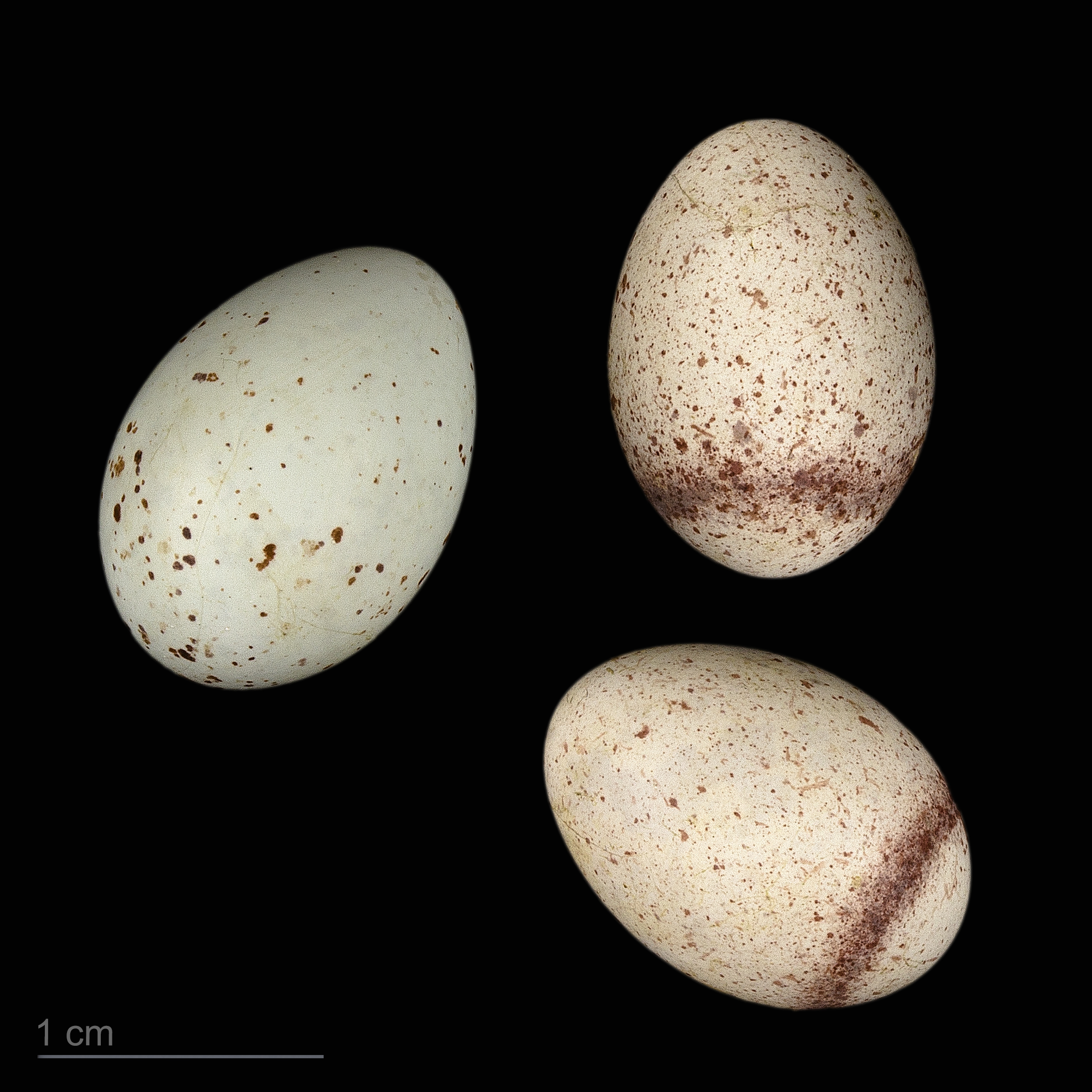
Cisticola juncidis juncidis - MHNT